# 12. ceremonia wręczenia Orłów
12. ceremonia wręczenia Orłów za rok 2009, miała miejsce 1 marca 2010 roku, w Teatrze Polskim w Warszawie. Ceremonię wręczenia nagród poprowadził Maciej Stuhr.
Ogłoszenie nominacji do nagród nastąpiło 1 lutego br. O nominację do nagrody tegorocznie ubiegało się 30 filmów. Polskie Nagrody Filmowe zostały wręczone w siedemnastu kategoriach.
Podczas ceremonii, Prezydent Polskiej Akademii Filmowej Agnieszka Holland została wybrana na drugą kadencję.
Tegorocznie najwięcej nominacji – aż 13 – otrzymał film Rewers w reżyserii Borysa Lankosza. W przeszłości, również 13 nominacji otrzymał film Pianista Romana Polańskiego. O osiem nagród w ty roku ubiegać się może Dom zły Wojciecha Smarzowskiego. Siedem nominacji otrzymał obraz Wojna polsko-ruska w reżyserii Xawerego Żuławskiego. Trzy z wyżej wymienionych tytułów otrzymało nominację w kategorii najlepszy film.
Tegorocznie dwie nominacje do nagrody otrzymała Krystyna Janda. Aktorka została nominowana w dwóch kategoriach: najlepsza główna rola kobieca (za rolę w filmie Tatarak) oraz najlepsza drugoplanowa rola kobieca (za rolę w Rewersie). 
W kategorii głównej roli kobiecej nominacje otrzymały również: Agata Buzek, za rolę w filmie Rewers (jest to druga nominacja dla aktorki do nagrody), oraz Kinga Preis, za występ w filmie Dom zły (to dziewiąta nominacja dla aktorki, która jest również trzykrotną laureatką Orłów).
O nagrodę w kategorii drugoplanowej roli kobiecej, nominowane zostały również: Anna Polony, za film Rewers (pierwsza nominacja do nagrody), oraz Sonia Bohosiewicz, za rolę w filmie Wojna polsko-ruska (trzecia nominacja do nagrody).
Drugie nominację w karierze do nagrody otrzymali tegorocznie nominowani w kategorii najlepsza główna rola męska, są to: Borys Szyc, za rolę w filmie Wojna polsko-ruska, Marian Dziędziel, za film Dom zły oraz Marcin Dorociński, za występ w filmie Rewers.
O nagrodę w kategorii najlepsza drugoplanowa rola męska ubiegali się: Janusz Gajos za film Mniejsze zło, Robert Więckiewicz za rolę w Dom zły oraz Adam Woronowicz za rolę w filmie Rewers. Dla Woronowicza to pierwsza nominacja do Orłów.
Siódmą nominację do nagrody tegorocznie otrzymał operator filmowy, Krzysztof Ptak. Ósmą nominację otrzymała montażysta Elżbieta Kurkowska, podobnie jak kompozytor Wojciech Kilar.
Najwięcej nagród – aż 8 – otrzymał faworyt nominacji, obraz Rewers w reżyserii Borysa Lankosza. Film otrzymał nagrody m.in. za najlepszy film i scenariusz. Cztery nagrody przypadły twórcom filmu Dom zły w reżyserii Wojciecha Smarzowskiego, który odebrał nagrodę za najlepszą reżyserię.
Najlepsze role kobiece zagrały Agata Buzek i Anna Polony, aktorki filmu Rewers. Orła za główną rolę męską otrzymał Borys Szyc, za grę w filmie Wojna polsko-ruska. Nagrodę za drugoplanową rolę męską odebrał Janusz Gajos, za występ w filmie Mniejsze zło.
Nagrodę za osiągnięcia życia przyznano Jerzymu Stefanowi Stawińskiemu.

## Laureaci i nominowani
Laureaci nagród wyróżnieni są wytłuszczeniem

### Najlepszy film
Reżyser / Producenci / Koproducenci – Film
- Borys Lankosz / Jerzy Kapuściński / Waldemar Leszczyński, Włodzimierz Niderhaus i Andrzej Serdiukow – Rewers
  - Wojciech Smarzowski / Piotr Reisch – Dom zły
  - Xawery Żuławski / Jacek Samojłowicz – Wojna polsko-ruska

### Najlepszy film europejski
Reżyser − Film • Kraj produkcji
- Michael Haneke – Biała wstążka • Austria, Niemcy, Francja, Włochy
  - Danny Boyle – Slumdog. Milioner z ulicy • Wielka Brytania
  - Woody Allen – Vicky Cristina Barcelona • Hiszpania

### Najlepsza reżyseria
- Wojciech Smarzowski − Dom zły
  - Borys Lankosz − Rewers
  - Xawery Żuławski − Wojna polsko-ruska

### Najlepszy scenariusz
- Andrzej Bart − Rewers
  - Wojciech Smarzowski, Łukasz Kośmicki − Dom zły
  - Ryszard Bugajski, Krzysztof Łukaszewicz − Generał Nil

### Najlepsza główna rola kobieca
- Agata Buzek − Rewers
  - Kinga Preis − Dom zły
  - Krystyna Janda − Tatarak

### Najlepsza główna rola męska
- Borys Szyc − Wojna polsko-ruska
  - Marian Dziędziel − Dom zły
  - Marcin Dorociński − Rewers

### Najlepsza drugoplanowa rola kobieca
- Anna Polony − Rewers
  - Krystyna Janda − Rewers
  - Sonia Bohosiewicz − Wojna polsko-ruska

### Najlepsza drugoplanowa rola męska
- Janusz Gajos − Mniejsze zło
  - Robert Więckiewicz − Dom zły
  - Adam Woronowicz − Rewers

### Najlepsze zdjęcia
- Krzysztof Ptak − Dom zły
  - Marcin Koszałka − Rewers
  - Marian Prokop − Wojna polsko-ruska

### Najlepsza muzyka
- Włodzimierz Pawlik − Rewers
  - Wojciech Kilar − Rewizyta
  - Paweł Mykietyn − Tatarak

### Najlepsza scenografia
- Magdalena Dipont, Robert Czesak − Rewers
  - Aniko Kiss − Generał Nil
  - Jacek Osadowski − Miasto z morza
  - Andrzej Kowalczyk − Popiełuszko. Wolność jest w nas
  - Joanna Kaczyńska − Wojna polsko-ruska

### Najlepsze kostiumy
- Magdalena Biedrzycka − Rewers
  - Anita Hroššová, Magdalena Tesławska − Janosik. Prawdziwa historia
  - Anna Jagna Janicka − Miasto z morza

### Najlepszy montaż
- Paweł Laskowski − Dom zły
  - Jarosław Kamiński, Jacek Bławut − Jeszcze nie wieczór
  - Elżbieta Kurkowska − Mniejsze zło

### Najlepszy dźwięk
- Jarosław Bajdowski − Wojna polsko-ruska
  - Jacek Hamela, Krzysztof Jastrząb − Afonia i pszczoły
  - Krzysztof Jastrząb − Janosik. Prawdziwa historia

### Odkrycie roku
- Borys Lankosz − Rewers (Reżyser)
  - Paweł Borowski − Zero (Reżyser)
  - Katarzyna Rosłaniec − Galerianki (Reżyser)

### Nagroda publiczności
- Dom zły, reż. Wojciech Smarzowski

### Nagroda za osiągnięcia życia
- Jerzy Stefan Stawiński

## Podsumowanie ilości nominacji
(Ograniczenie do dwóch nominacji)
13 : Rewers
8 : Dom zły
7 : Wojna polsko-ruska
2 : Generał Nil, Tatarak, Mniejsze zło, Miasto z morza, Janosik. Prawdziwa historia

## Podsumowanie ilości nagród
(Ograniczenie do dwóch nagród)
8 : Rewers
4 : Dom zły
2 : Wojna polsko-ruska